# Nationaal park Ivindo
Het Nationaal park Ivindo is een nationaal park en natuurgebied in het noordoosten van het Centraal-Afrikaanse Gabon, deels in het centrum en zuiden van de provincie Ogooué-Ivindo, deels in het noorden van Ogooué-Lolo. Het werd in 2021 erkend als natuurlijk werelderfgoed en werd tijdens de 44e sessie van de UNESCO Commissie voor het Werelderfgoed toegevoegd aan de werelderfgoedlijst. Het park is bijna 3.000 km² groot.
Het park dat in 2002 werd erkend en beschermd als nationaal park door president Omar Bongo, is gelegen op de evenaar, direct ten zuiden van de stad Makokou, provinciehoofdstad van Ogooué-Ivindo. De grotendeels ongerepte site omvat een gebied van bijna 300.000 ha doorkruist door een netwerk van zwartwaterrivieren, met als voornaamste waterstroom de rivier Ivindo, met de bekende Kongou en Mingouli watervallen. De Ivindo is een van de belangrijkste noordelijke zijrivieren van de Ogooué.
In het park op alle rivieren stroomversnellingen en watervallen omzoomd door intact regenwoud, die een landschap van grote esthetische waarde creëren. De aquatische habitats herbergen endemische soorten zoetwatervissen, waarvan 13 worden bedreigd, en ten minste zeven soorten van Podostemaceae rivierwier, met waarschijnlijk micro-endemische aquatische flora bij elke waterval. Vele vissoorten in het gebied moeten nog worden beschreven en delen ervan zijn nog nauwelijks onderzocht. 
Kritisch bedreigde pantserkrokodillen (Mecistops cataphractus) vinden een schuilplaats in het nationaal park Ivindo dat ook beschikt over biogeografisch unieke Caesalpinioideae oerbossen, ter ondersteuning van onder meer een zeer grote diversiteit aan bedreigde grote zoogdieren zoals de ernstig bedreigde bosolifanten (Loxodonta cyclotis), westelijke laaglandgorilla's (Gorilla gorilla), de met uitsterven bedreigde chimpansee (Pan troglodytes), luipaarden (Panthera pardus) en Afrikaanse goudkatten (Caracal aurata) en mandrillen (Mandrillus sphinx) maar ook vogels als de grijze roodstaartpapegaaien (Psittacus erithacus) en de kwetsbare grijsnekkaalkopkraaien (Picathartes oreas, drie soorten schubdieren (Manidae spp.) en een rijke vlinderfauna. Daarnaast ook niet bedreigde diersoorten als de bosbuffels, penseelzwijnen en moerasantilopen.
Het Institut de Recherche en Écologie Tropicale (IRET) is een tropisch onderzoeksinstituut, onder auspiciën van het nationale Centre national de la recherche scientifique et technologique (CENAREST) ligt in het noorden van het park, zo'n 12 km van Makokou, de Wildlife Conservation Society heeft een onderzoekscentrum, het Langoué Research Station, in het zuiden van het park
Het Nationaal park Lopé, gelegen in dezelfde Gabonese provincie was onder de naam van Ecosysteem en cultuurlandschap van Lopé-Okanda al eerder toegevoegd aan de werelderfgoedlijst.

## Galerij

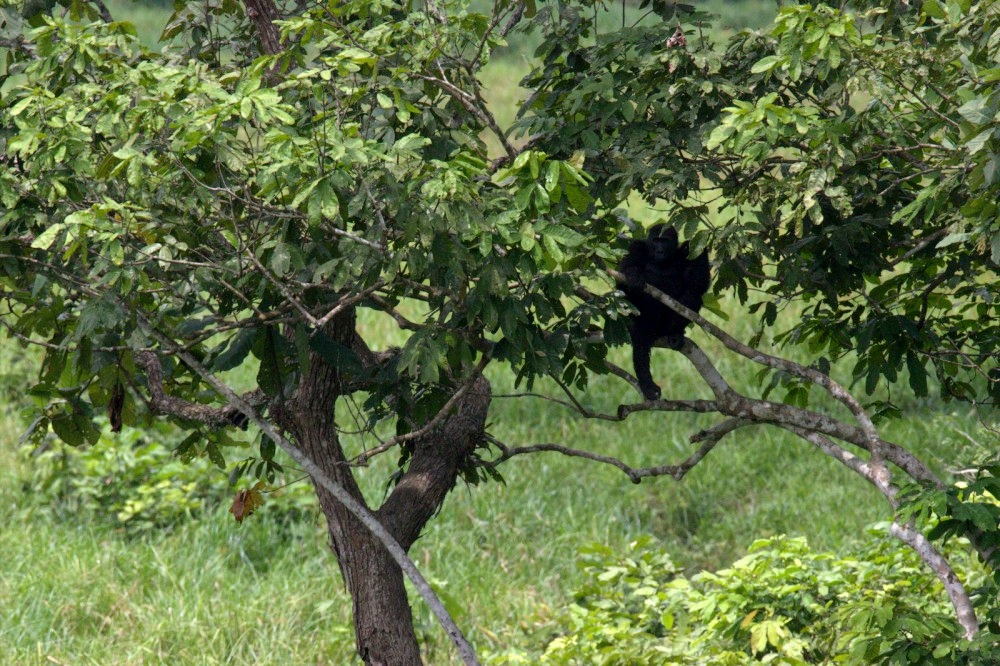
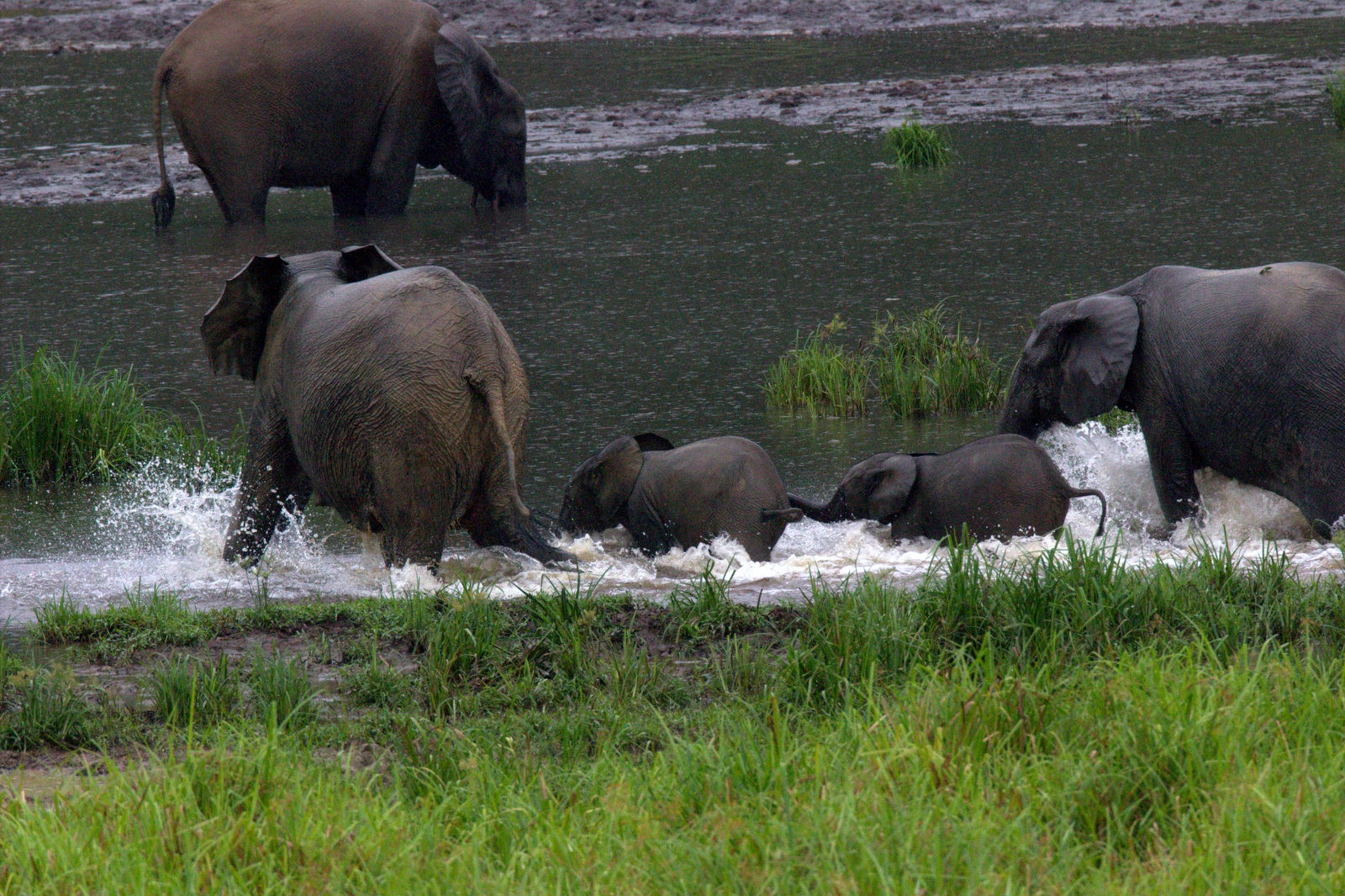
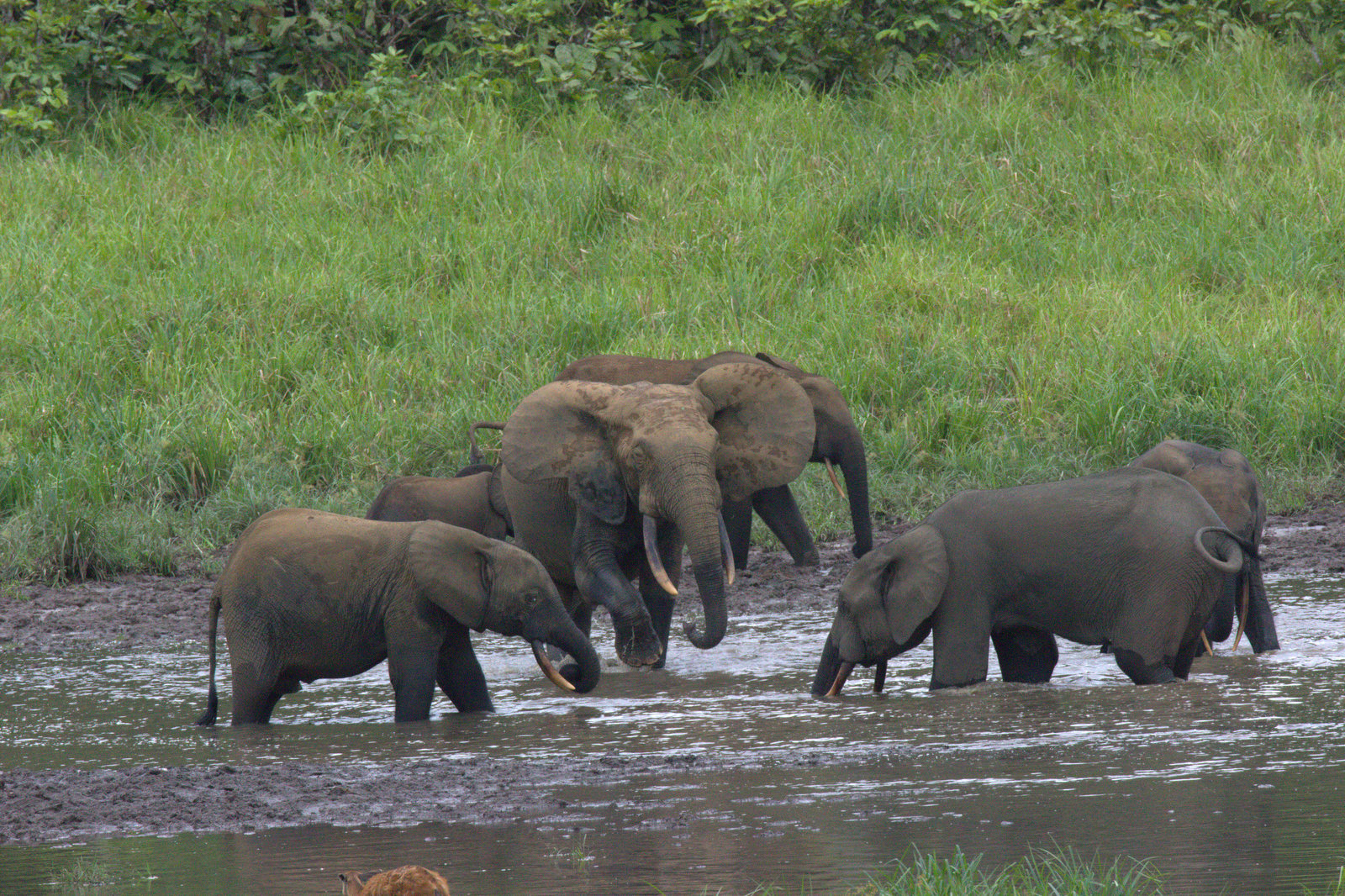
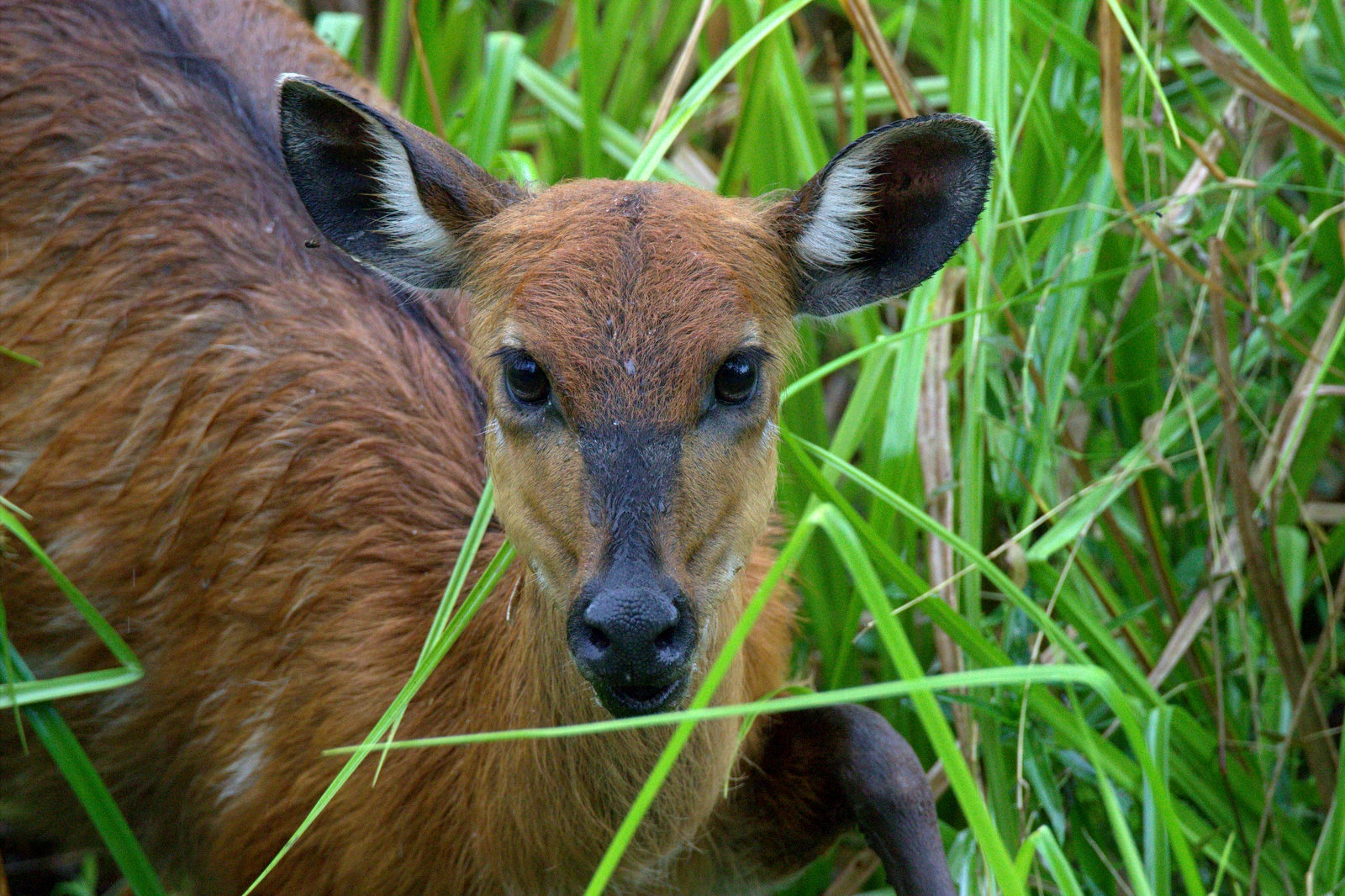